# Paramonacanthus japonicus
Paramonacanthus japonicus är en fiskart som först beskrevs av Wilhelm Gottlieb von Tilesius von Tilenau 1809.  Paramonacanthus japonicus ingår i släktet Paramonacanthus och familjen filfiskar. Inga underarter finns listade i Catalogue of Life.